# Viaductul Topolog
Viaductul Topolog este un viaduct feroviar peste râul Topolog, construit pe calea ferată Vâlcele–Bujoreni Vâlcea și situat la aproximativ jumătatea distanței dintre orașele Râmnicu Vâlcea și Curtea de Argeș. Podul a fost inaugurat în 1989 și stă de atunci nefolosit.

## Istoric
Ideea realizării unei linii pe acest traseu a apărut în timpul celui de-al Doilea Război Mondial și reluată la mijlocul anilor 1970.

## Construcție și realizare
Viaductul are 1.440 m în lungime, este construit din beton armat la o înălțime maximă în jur de 50 m.

## Vezi și
- Calea ferată Vâlcele–Bujoreni Vâlcea